# يانغ-ميلز الوجود وفجوة الكتلة
في الفيزياء الرياضية، تعد مسألة يانغ-ميلز الوجود وفجوة الكتلة مسألة لم تحل وواحدة من مسائل جائزة الألفية السبع التي حددها معهد كلاي للرياضيات، والذي قدم جائزة قدرها مليون دولار أمريكي لحلها.
في هذا البيان، فإن نظرية يانغ-ميلز هي غير أبيلية في نظرية الحقل الكمومي مشابهة لتلك التي يقوم عليها النموذج العياري لفيزياء الجسيمات؛ في {\displaystyle \mathbb {R} ^{4}} الفضاء الإقليدي الرابع؛ فجوة الكتلة Δ هي كتلة أصغر الجسيمات التي تنبأت بها النظرية.